# 女權之聲
女权之声是中国境内的女权自媒体。它在2009年由中国女权活动者吕频创建。在2018年，它被审查者永久封禁。女权之声在中国的＃MeToo运动中发挥了作用。
 

## 历史
在1996年3月，北京女记者联盟建立了妇女传媒监测网络（女权之声的前身）。在2010年，妇女传媒监测网络开始通过自媒体来扩大受众。2011年4月，她们正式由妇女之声改名为女权之声。
从2012年起，女权之声开始支持有关女性权益的运动。女权之声和全中国的青年女权行动者建立起了紧密的合作关系，为行动者提供联络、训练和女权话语分析的支持。

## 女权大战春晚
在2015年，春晚节目中出现了歧视女性的内容。女权之声统计出了其中44项歧视，发起了“春晚有毒，万人联署要求停播”的活动。
在2016年，女权之声继续在微信、微博等平台发起对春晚的吐槽活动，并鼓励举报有歧视内容的春晚节目。

## 禁言
2017年2月22日，女权之声微博帐号被新浪微博禁言30天。女权之声在微信公布了新浪微博对她们的禁言通知：“你好，由于你近期发布的内容违反了国家相关法律法规，您的账号将被禁言30天。”
女权之声在被微博禁言之前，最后一篇被审查的帖子有关美国计划举行的抵制特朗普的罢工游行活动特朗普。这次的游行示威被称为“没有女性的一天”，意在呼应2017年在华盛顿的妇女大游行。

## 永久封号
在2018年三八国际妇女节，女权之声被微博和微信永久封号。微博和微信是中国两个最有影响力的社交媒体平台。在被永久封号之前，女权之声在微博上有18万粉丝，在微信上有7万粉丝。
在3月6日，女权之声在微信上发布了介绍三八妇女节反骚扰的活动文章《最强妇女节过节指南》，这篇文章在3月8日凌晨被微信以“此内容违反《中华人民共和国网络安全法》”的理由删除了。
在3月8日，女权之声微博帐号的《最强妇女节过节指南》被反映无法查看。同时，#三八反骚扰#话题也被微博删除了。
女权之声读者曾在3月9日在微博发起#我是女权之声本人#的话题并获得了许多支持，然而这些话题也在两天后被微博删除。在删除前话题曾获得50万阅读量。在发起话题之外，还有许多网友在不同社交网络平台（如微博、微信、豆瓣）将自己的头像改为女权之声头像，但是微博平台很快将图片定向屏蔽了。一些声援女权之声的帐号也遭封禁。女权之声在微博也遭遇全面屏蔽。

## 封号之后
在3月12日，女权之声编辑部宣布将所有帖子重新发布在网上并声称三八妇女节期间发布的帖子“不存在任何有悖公共利益的内容”因此“拒绝接受被封停的结果”，并“将采取一切合法手段取回微博和微信帐号”。然而微博和微信没有回应女权之声。
女权之声在4月4日，向深圳市南山区法院和北京市海淀区人民法院邮寄诉讼，就无故封号对腾讯和新浪提起诉讼，并要求对方恢复帐号、道歉、并赔偿损失1元。
女权之声代理律师黄沙表示，腾讯（微信母公司）以《网络安全法》中提到的“扰乱社会秩序、公共安全、国家安全”等理由封禁了女权之声。但是女权之声并没有触及任何上述内容，腾讯反而侵犯了女权之声的合同关系权利，因此腾讯应继续履行并赔偿。
然而，两家法院均未依照规定作出回覆。于是，代理律师黄沙在4月16日去深圳市南山区法院提起诉讼。女权之声编辑也于5月14日前往北京市海淀区法院当面起诉，均未能立案。“我这都没办法跟你解释”，一位法官如此回答她们的质疑。
「女声」还在3月16日就封号一事给中央网络安全和信息化领导小组办公室（简称「网信办」）寄了一封挂号信，吁请网信办敦促微博、微信两大平台恢复「女权之声」账号，就封禁行为给出明确解释，并公开网信办对于性别平等言论的审查标准。截至发稿前，编辑部未收到网信办的回覆。
儘管对结果并不意外，熊婧说：「我们不想让大家感受到这种绝望，感到很犬儒，变得很消极，觉得什麽都做不了。 我们不能假装没发生过，不能当做是一件正常的事情。不能因为其他人都被封，就让它合理化 。」
3月28日起，「女声」忠实读者、妇女权益工作者马户联合一些志愿者写信向全国123位人大代表、90位政协委员呼吁关注「女声」被封号一事。到目前，马户本人寄出的信件未收到任何回覆。同时，包括马户、黄沙在内的5名志愿者向北京和广东两地互联网主管部门提交政府信息公开申请，要求有关部门公开指令封禁「女声」账号所依条款和具体细节。